# Alexa Internet
|  | No s'ha de confondre amb ComScore. |

Alexa Internet, Inc. era una empresa subsidiària d'Amazon.com amb base a San Francisco, coneguda per operar el lloc web Alexa.com que proporciona informació sobre el trànsit web a altres llocs webs. La companyia fou fundada l'any 1996 per Brewster Kahle i Bruce Gilliat. Fou adquirida per Amazon.com l'any 1999 per dos-cents cinquanta milions de dòlars en accions. Alexa s'encarregava de recol·lectar informació de les pàgines que visiten els usuaris que tenen instal·lada l'Alexa Toolbar, cosa que permet la generació d'estadístiques sobre el volum de visites i els enllaços relacionats que reben les pàgines web.
El 30 de març del 2019 les onze pàgines més visitades segons aquesta eina eren Google, YouTube, Facebook, Baidu, Wikipedia, Qq, Taobao, Yahoo!, Tmall, Amazon i Twitter.

## Història
Fundada el 1996 per Brewster Kahle i Bruce Gilliat, Alexa va néixer amb un objectiu completament diferent del que se l'ha conegut: ser el major repositori d'Internet de la història. D'aquí el seu nom «Alexa», en relació amb l'antiga Biblioteca d'Alexandria d'Egipte que durant molts segles va servir com a font del coneixement antic (fins al seu incendi i posterior declivi). El 1998 Alexa va donar una còpia completa d'Internet a la Biblioteca del Congrés dels Estats Units. Dos terabytes d'informació que per a l'època, es tractava d'una quantitat incommensurable.
A data de març del 2019, Alexa reunia dades de navegació en temps real de la mà de tots els usuaris que utilitzen la seva barra i els envia a la web. Aquestes estadístiques s'emmagatzemen, analitzen, comptabilitzen i van ajudant a crear un complex sistema que permet informar del trànsit web de cadascuna de les pàgines existents a la xarxa. A més, des Alexa es podien accedir a altres característiques que augmenten la manera de comptabilitzar la presència de les webs de tot el món. Disposa amb rànquings mundials que es poden dividir segons el país o fins i tot de la ciutat. Segons dades recents, hi ha emmagatzemades treinta milions de pàgines web a Alexa, i pel que sembla hi ha un al voltant de 6 milions de persones que entren de forma mensual al seu directori.
Alexa Internet va ser creada per Brewster Kahle i Bruce Gilliat el 1997, abans de la seva adquisició per Amazon Inc. Amb el pas del temps i l'aparició de nous productes com Alexa toolbar, que suggeria als usuaris llocs web a on anar a partir de patrons de tràfic de consum dels usuaris registrats. Amb l'experiència adquirida, la companyia es va allunyar de la seva visió original per proporcionar un motor de cerca intel·ligent amb l'objectiu de rivalitzar amb Google. El projecte no va arribar a acabar, ja que el 1999, Amazon Inc. va comprar Alexa per 250 milions de dòlars de l'època. Des d'aquest moment els productes d'Alexa es van destinar a oferir solucions més específiques amb les empreses com target final.
El nou mil·lenni va portar amb si múltiples productes, com Alexa Image Search, índexs de cerca per a empreses, API's i serveis web, motors de cerca vertical, etc. El 2008, Amazon va anunciar que el cercador d'Alexa seria discontinuat, deixant de vendre als clients i centrant la companyia en l'analítica avançada.

## Criteris de classificació
Quan Amazon va prendre les regnes d'Alexa, va descobrir la importància de tenir cura de la marca i convertir-se en alguna cosa capaç d'inspirar por en aquells que tan sols es mesuren a través d'aquesta classificació. Tot i que la companyia sempre ha intentat desmitificar com es genera la seua classificació, la veritat és que és molt més opac del que sembla.
En primer lloc, calculava el nombre d'usuaris que accedeixen a la web objectiu en els tres últims mesos i els compara amb els de la resta de web indexades per establir un rànquing mitjana a través de les variables de quantitat de pàgines vistes en el lloc i quantitat de usuaris. Tal com adverteixen des de la companyia, la classificació i dades que el formen són estimades a partir dels usuaris que tenen instal·lada la seva barra de navegació, llevat que s'estigui donat d'alta a AlexaRank, que llavors mesura dades reals.
A part del rànquing, donava una sèrie de dades molt interessants que permeten fer una estimació de les analítiques dels competidors com ara el temps de visita per usuari mitjana o la procedència geogràfica de les visites. A més a més, una tercera dada coneguda com a «Reputació» dona un nombre aproximat d'enllaços a la web que porten al lloc web analitzat.

## Fiabilitat
La fiabilitat de les dades d'Alexa era qüestionada per diversos administradors i empreses, sobretot aquelles que l'utilitzen per decidir en quines pàgines invertir a l'hora de contractar publicitat. Cal tenir en compte, a l'hora de valorar la validesa de les dades d'Alexa, que són determinades només sobre la base de la informació que s'obté per part d'usuaris que tenen instal·lada la seva barra de navegació. Aquesta es troba disponible en navegadors com Chrome de Google, Firefox i Internet Explorer. A causa que el sistema només reuneix dades d'aquestes persones, no arriba a considerar-se realment com una aplicació web que pugui ser considerada definitiva i de major importància que els informes estadístics proporcionats de manera més tradicional.
La polèmica que va produir Alexa en algunes ocasions ha col·locat al sistema del qual fa gala com un dels més parlats a la xarxa, especialment entre administradors web. Que els rànquings s'actualitzin de manera pausada i que no sempre siguin reflex de la quantitat real de visites que té una pàgina web, han fet que la seva popularitat es redueixi. Alguns estudis han portat al fet que es mostrin resultats que són òbviament erronis en la forma en què Alexa comptabilitza la popularitat de les pàgines web. Quan Michael Arrington va demostrar com els informes d'Alexa es contradeien amb els de comScore, com el fet de col·locar YouTube per davant de Google, van ser molts especialistes que van perdre fe en aquest sistema en línia. No obstant això, és una pràctica habitual entre administradors web intentar millorar la seva posició en Alexa per tal d'obtenir un millor resultat, almenys, en els tops del servei de la subsidiària d'Amazon.

## Alexa segons usuaris

### Contres (a data: 16-12-2015)
El temps ha fet efecte en la capacitat i validesa de les dades d'Alexa. El que va ser a l'inici una gran ajuda a les empreses a l'hora d'analitzar les seves webs, a poc a poc va anar sent superada per altres d'eines les dades del superaven amb escreix els daus per Alexa, tant en quantitat com en qualitat. Salvador Aragón, Chief Innovation Officer de l'IE Business School i membre de l'Institut d'Auditors Interns d'Espanya, recorda els seus primers temps usant Alexa: «era una gran ajuda per descobrir el posicionament de la marca a Internet, encara que avui dia tan sols és una ombra del que va ser».
Abans de la seva adquisició per Amazon.com, aquesta eina ajudava els professionals a descobrir molts dels visitants del web. «La major part dels professionals que l'usàvem buscàvem mètriques divertides que no ens donaven altres eines, com els comentaris dels visitants de la web». I és que en un primer moment, tal com recorda Aragón, els informes proporcionats per l'eina permetien veure els comentaris que els usuaris o visitants de la mateixa havien deixat sobre el web. Una primera aproximació qualitativa a l'anàlisi de dades del web. Una primera ordre de magnitud, una dada de referència sobre el qual començar a analitzar.
"Alexa era una bona eina per conèixer les dades qualitatives sobre la web, però poc més. És una eina esbiaixada que es queda molt curta"En paraules de Salvador, Alexa permetia validar amb respecte als competidors. "No és tan important la informació quantitativa que proporciona com la qualitativa". Observar quin públic visita una web i quins altres llocs visitaven aquests. Informació de tall qualitatiu que permet identificar el posicionament de la teva companyia i amb qui et equiparen. "En el nostre cas per exemple, ens permet aproximar-nos a saber si la gent que visita el IE Business School visita altres webs com ESADE.

### Pros (a data: desembre 2015)
Tanmateix la UNESCO feia ús de les seves estadístiques i classificacions en molts dels seus estudis,entre altres:Assessment of Media Development in Egypt. Assessment of Media Development in Jordan.

## Tancament
Després de 25 anys de servei, es va prendre la decisió de finalitzar el servei.
"Fa 25 anys, vam fundar Alexa Internet. Després de dues dècades d'ajudar-lo a trobar, arribar i convertir la seva audiència digital, prenem la difícil decisió de retirar Alexa.com l'1 de maig de 2022. Gràcies per fer de nosaltres el vostre recurs de referència per a la investigació de contingut, l'anàlisi competitiva, la investigació de paraules clau i molt més."
L'API va seguir disponible fins al 15 de desembre del 2022. El servei ordinari va finalitzar l'1 de maig del 2022.